# Jüdischer Friedhof Ahrweiler

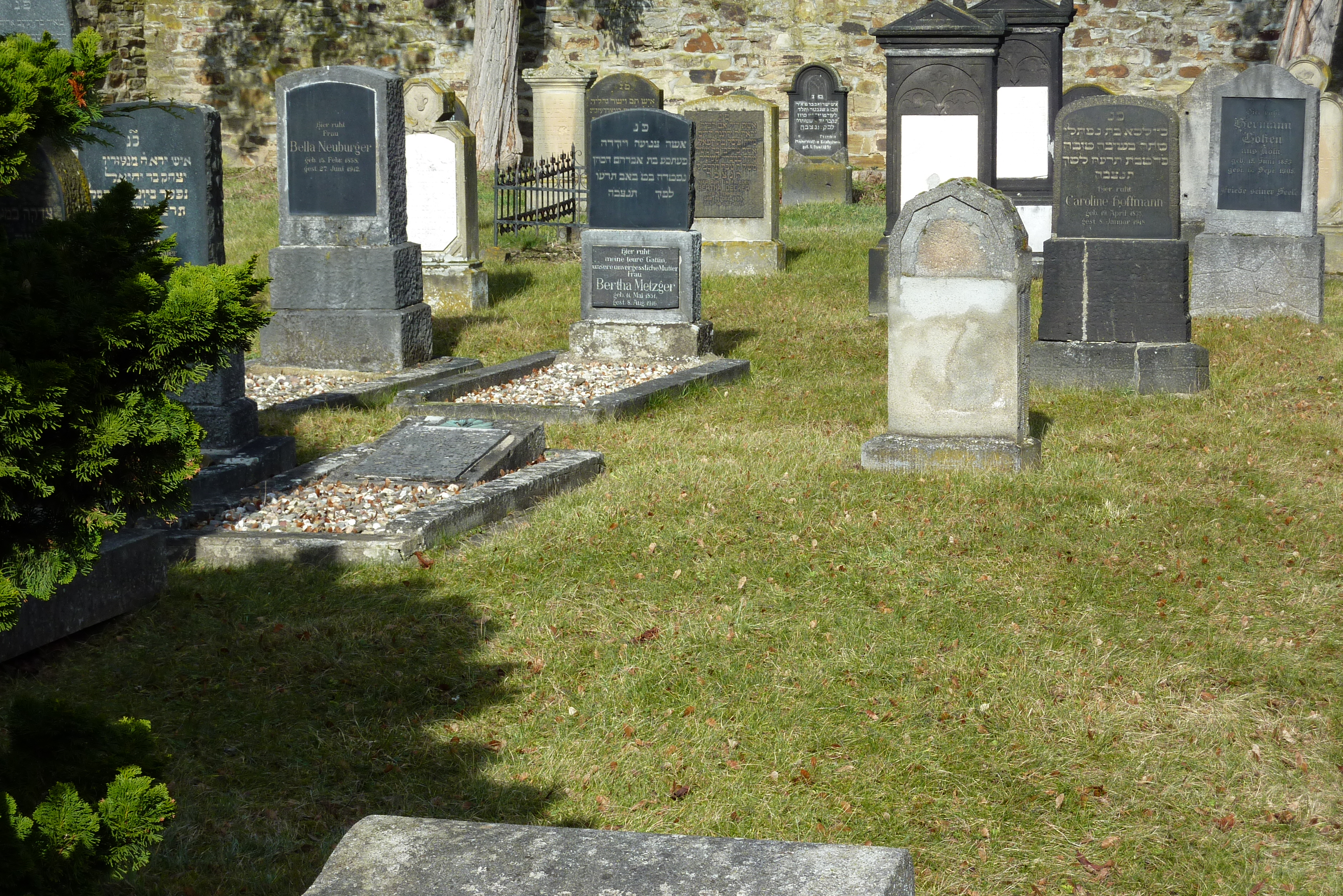
Jüdischer Friedhof in Ahrweiler

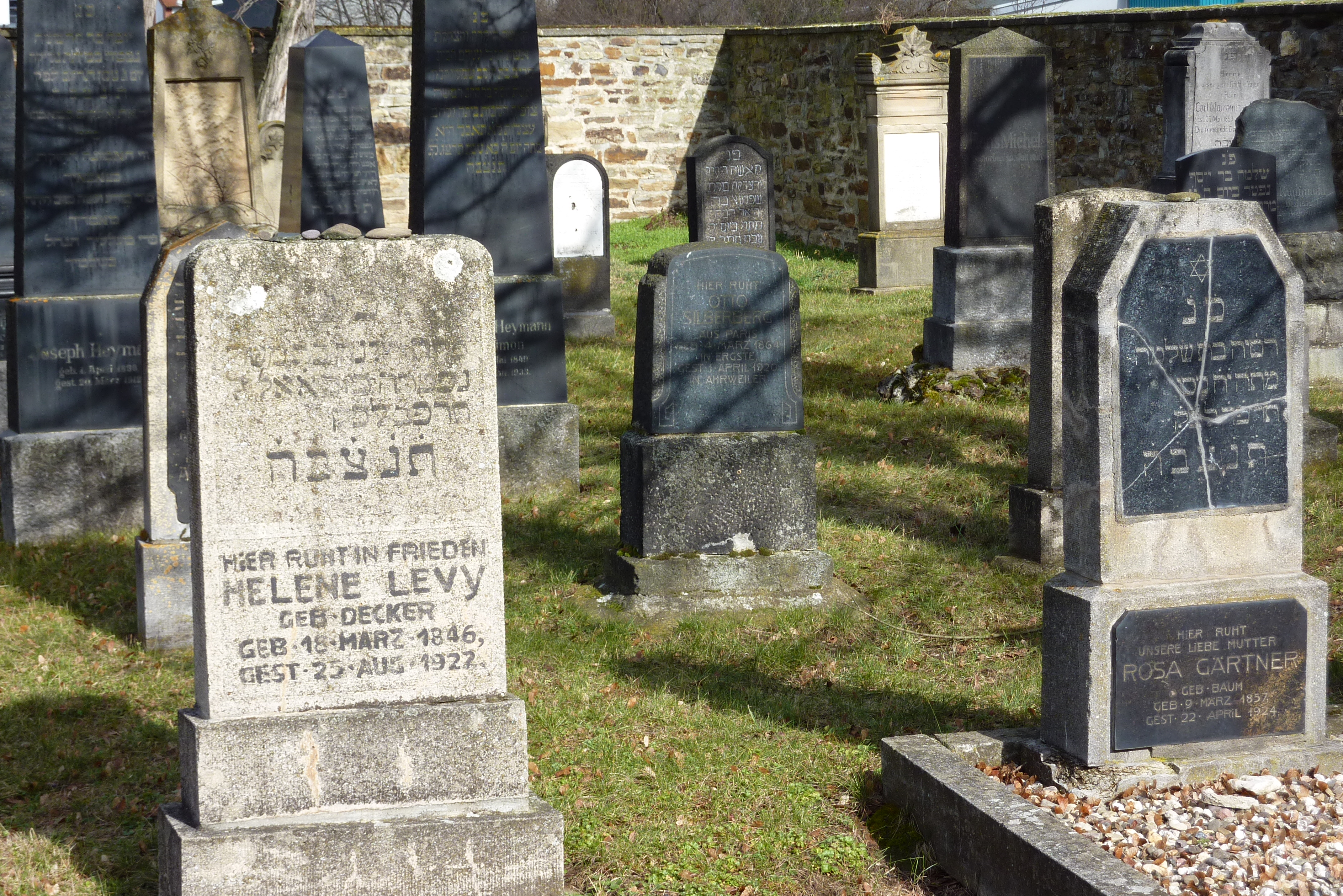
Jüdischer Friedhof in Ahrweiler

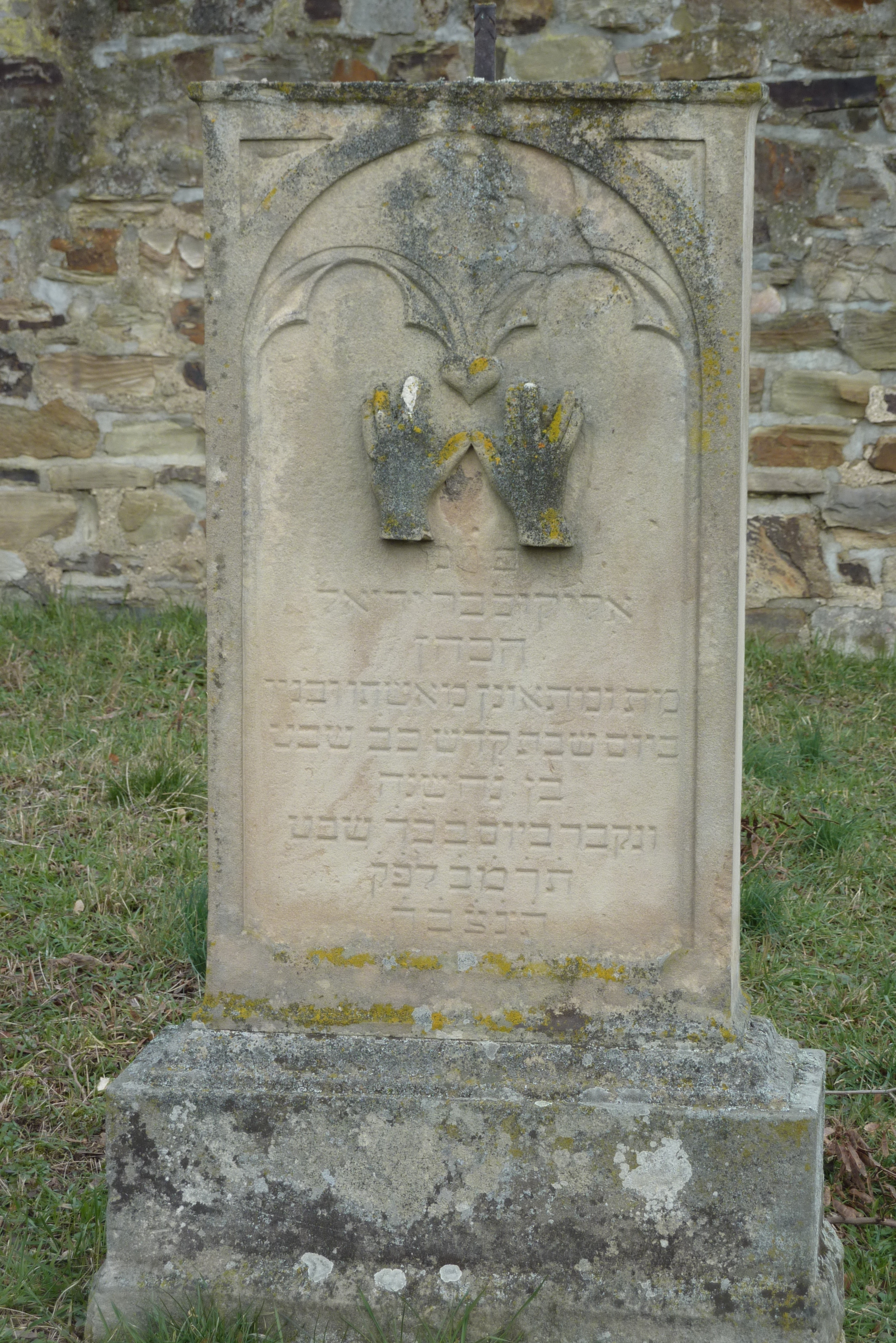
Grabstein mit Segnenden Priesterhänden

Der Jüdische Friedhof Ahrweiler in Ahrweiler, einer Stadt im Landkreis Ahrweiler in Rheinland-Pfalz, ist ein geschütztes Kulturdenkmal.
Die jüdische Gemeinde in Ahrweiler hatte zunächst einen Friedhof am Alten Weg in Richtung Marienthal, von dem keine Spuren mehr vorhanden sind. 1860 beantragte sie, einen neuen Bestattungsplatz an der heutigen Schützenstraße anlegen zu dürfen. Wann der 904 m² große Friedhof, umgeben von einer zwei Meter hohen und 121 Meter langen Bruchsteinmauer, fertiggestellt wurde, ist nicht bekannt. Die erste nachweisbare Bestattung war 1871 und die letzte 1960. Die heute noch vorhandenen 66 Grabsteine sind aus Sandstein und die späteren aus Granit. Obelisken wurden mehrfach als Form für die Grabsteine benutzt. An der nördlichen Friedhofsmauer befindet sich heute eine Gedenktafel für die Opfer der nationalsozialistischen Judenverfolgung. Der Friedhof blieb in der Zeit des Nationalsozialismus im Wesentlichen unbeschädigt.